# 4 Hochzeiten und eine Traumreise
4 Hochzeiten und eine Traumreise war eine Hochzeits-Doku, die von 2012 bis 2021 von Montag bis Freitag bei VOX ausgestrahlt wurde. Das Format wurde der englischen TV-Serie Four Weddings von Independent Television nachempfunden.

## Konzept
4 Hochzeiten und eine Traumreise war eine Hochzeits-Doku, für die sich Paare, die eine Hochzeit planen, bewerben konnten. Von Montag bis Donnerstag heiratete jeweils ein Hochzeitspaar, während die anderen Bräute oder Bräutigame Gäste auf der Hochzeit sind und diese in fünf Kategorien bewerten konnten. Diese Kategorien waren:
- Brautkleid
- Location
- Essen
- Stimmung
- Gesamteindruck

In früheren Folgen wurde am Tag der Hochzeit die Zeremonie statt des Brautkleides oder des Hochzeitsanzugs bewertet. Dies folgte dann am letzten Tag statt des Gesamteindrucks.
Während der Sendung bewertete und kritisierte Wedding-Planer „Froonck“ Matthée die Hochzeit und gab zudem Tipps für eine Hochzeitsplanung. Off-Sprecher war seit der ersten Sendung Michael Koslar.

## Ablauf der Sendung
Zu Beginn der Woche treffen die vier Bräute zum ersten Mal aufeinander und tauschen sich über ihre Hochzeiten aus. Am Montag heiratet das erste Brautpaar, am Dienstag das zweite Paar und so weiter. Dies wird bis Donnerstag fortgeführt. Während der Sendung geben die Gastbräute Kommentare zur Hochzeit ab und bewerten diese dann in den oben genannten Kategorien (mit Ausnahme des Gesamteindrucks) auf einer Skala von 1 bis 10. Am Ende der Sendung werden die Punkte der Gastbräute addiert, außerdem gibt Matthée ein Fazit zur Hochzeit ab.
Nachdem alle Paare geheiratet haben, schaut sich am Freitag jedes Paar ein Video von seiner Hochzeit an. In diesem Video werden Highlights und Kommentare der Gastbräute gezeigt. Außerdem wird der Gesamteindruck bewertet, dabei verteilt jede Gastbraut 10, 6 und 3 Punkte an jeweils eine der von ihr besuchten Hochzeiten. Danach werden alle Punkte addiert, somit steht das Siegerpaar fest. Bei Punktgleichstand mehrerer Hochzeiten entscheiden die restlichen Gastbräute über den Gewinner, gibt es bei Punktgleichstand zweier Hochzeiten auch dabei keine eindeutige Entscheidung, weil die restlichen zwei Gastbräute nicht die gleiche Hochzeit zum Sieger wählen, wird mittels Münzwurf entschieden. Nach den Hochzeitsvideos stellen sich die Bräute in einer Reihe auf. Eine Limousine mit verdunkelten Fenstern fährt vor. Aus dieser Limousine steigt der Sieger-Bräutigam aus. Das Siegerpaar gewinnt eine Reise in die Flitterwochen sowie 1000 € Taschengeld.

## Einschaltquoten
Im Durchschnitt sahen 2012 und 2013 0,58 Millionen Zuschauer zu, was 5,4 Prozent Marktanteil entspricht. In der werberelevanten Zielgruppe der 14- bis 49-Jährigen wurden 0,32 Millionen Zuschauer gemessen, was 8,6 Prozent Marktanteil entspricht. 2014 waren es durchschnittlich 0,57 Millionen Zuschauer (5,3 % Marktanteil), von denen 0,31 Millionen (8,4 % Marktanteil) der werberelevanten Zielgruppe angehörten. Von Januar bis Februar 2015 hatte die Sendung 0,67 Millionen Zuschauer (5,1 % Marktanteil), davon waren 0,33 Millionen (8,1 % Marktanteil) zwischen 14 und 49 Jahren alt.